# Geneviève Grad

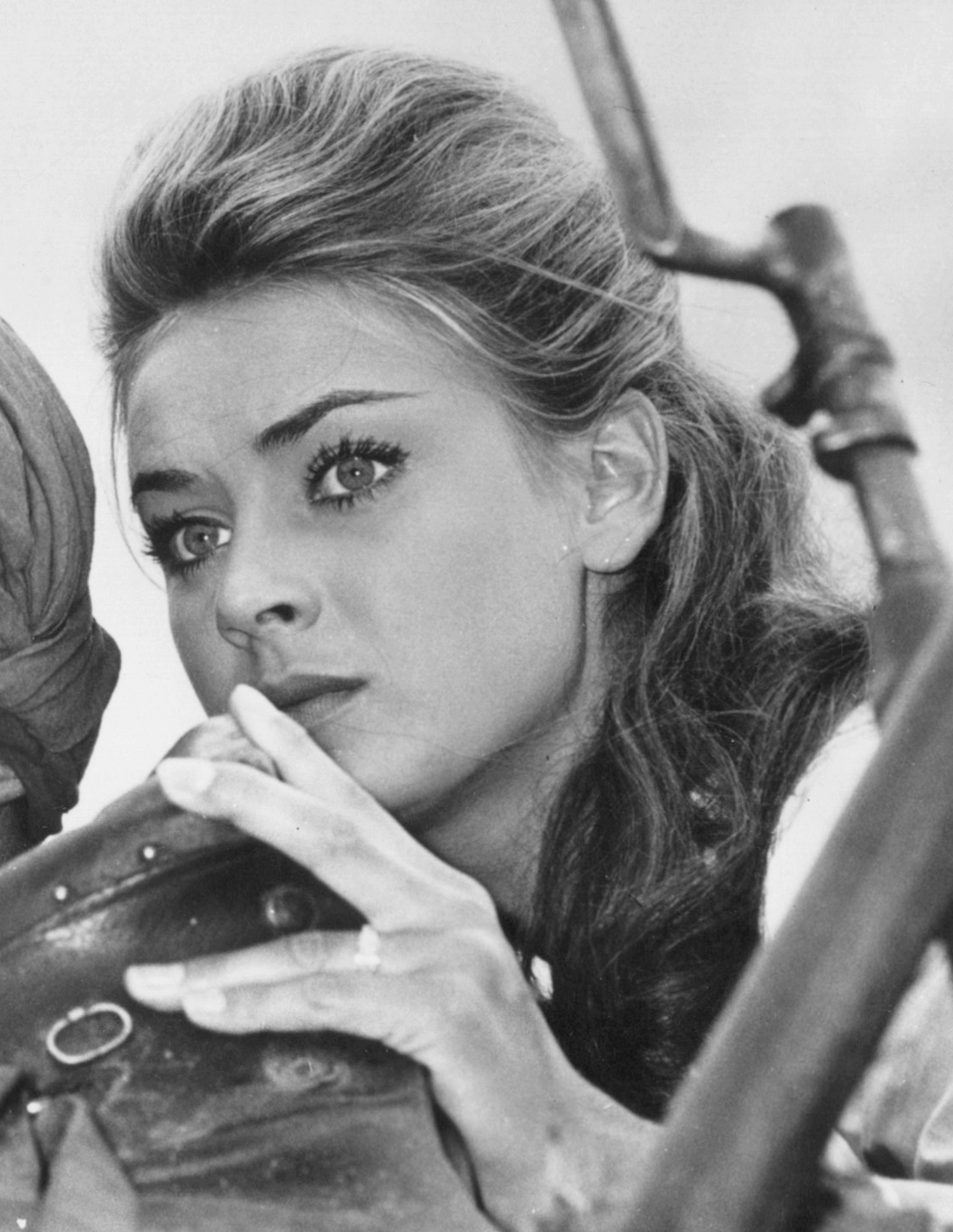
Geneviève Grad (1963)

Geneviève Grad (* 5. Juli 1944 in Paris; † 7. November 2024 in Blois) war eine französische Schauspielerin.

## Leben
Ihr Filmdebüt gab sie 1959 in Die nach Liebe hungern von Jean-Pierre Mocky. Bereits in Fracass, der freche Kavalier wurde sie 1961 für die weibliche Hauptrolle an der Seite von Jean Marais besetzt. Es folgten Auch Stehlen will gelernt sein mit Jean-Pierre Cassel und zahlreiche Historienfilme (u. a. Die Normannen, Der Eroberer von Korinth, Sandokan, Die Sklavinnen von Damaskus, Die Eroberung von Mykene). Krimis wie Mord im Grand Hotel (1968) oder der skurrile Agentenfilm Geheimagentin in Gibraltar mit Gérard Barray und Hildegard Knef blieben Ausnahmen. Von 1964 bis 1968 mimte sie in drei Komödien Nicole Cruchot, die Tochter des von Louis de Funès gespielten Gendarmen von Saint Tropez.
In den 1970er-Jahren wandte sie sich neben zwei Filmen mit Paul Guers (Flesh Love, Libertés sexuelles), dem Agentenfilm OSS 117 prend des vacances und dem Film Le Maestro verstärkt dem Theater zu. Die Darstellung einer Anwältin neben Darry Cowl in der Komödie Ça va pas être triste war 1983 ihre letzte Filmrolle. Danach zog sie sich aus dem Filmgeschäft zurück.
1964 sang sie das Titellied von Der Gendarm von St. Tropez: Douliou Douliou Saint-Tropez („On court dans le vent, on se grille au soleil. On brûle ses 20 ans, on s’amuse, on rit, on danse. On fait les fous, on chante comme des amis yeh yeh“ – übersetzt „Wir laufen im Wind, wir grillen uns in der Sonne. Wir verschwenden (wörtlich „verbrennen“) unsere 20er-Jahre. Wir haben Spaß, wir lachen, wir tanzen. Wir sind übermütig. Wir singen als Freunde.“). Mit Les Garçons, les filles et l’amour („Jungen, Mädchen und die Liebe“) gelang ihr 1966 ein zweiter Hit.
Sie war mit einem Architekten verheiratet und lebte in der Kleinstadt Vendôme. Aus der Beziehung mit Igor Bogdanoff ging ihr einziges Kind, ein Sohn, hervor.

## Deutsche Synchronstimmen
Geneviève Grad hatte im deutschsprachigen Raum keine Standardsprecherin und wurde unter anderem von Heidi Treutler, Manuela Renard, Ursula Herwig und Chariklia Baxevanos synchronisiert.

## Filmografie
- 1959: Die nach Liebe hungern (Les dragueurs)
- 1961: Eines Abends am Strand (Un soir sur la plage)
- 1961: Der Eroberer von Korinth (Il conquistatore di Corinto)
- 1961: Fracass, der freche Kavalier (Le capitaine Fracasse)
- 1962: Auch Stehlen will gelernt sein (Arsène Lupin contre Arsène Lupin)
- 1962: Gib Zunder, Eddie! (L’empire de la nuit)
- 1962: Die Normannen (I normanni)
- 1963: Die Eroberung von Mykene (Ercole contro Moloch)
- 1963: Sandokan (Sandokan, la tigre di Mompracem)
- 1963: Die Sklavinnen von Damaskus (L’eroe di Babilonia)
- 1964: L’enlèvement d’Antoine Bigut (Fernsehfilm)
- 1964: Geheimagentin in Gibraltar (Gibraltar)
- 1964: Der Gendarm von St. Tropez (Le Gendarme de St. Tropez)
- 1965: Une chambre à louer (Fernsehserie, 25 Folgen)
- 1965: Embrassons-nous, Folleville! (Fernsehfilm)
- 1965: Frédéric le gardian (Fernsehserie)
- 1965: Der Gendarm vom Broadway (Le gendarme à New York)
- 1966: L’amour en papier (Fernsehfilm)
- 1966: Orion le tueur (Fernsehfilm)
- 1966: Su nombre es Daphne
- 1967/1975: Au théâtre ce soir (Fernsehreihe)
- 1967: Le fossé (Kurzfilm)
- 1967: Quand la liberté venait du ciel (Fernsehserie, 5 Folgen)
- 1968: Balduin, der Heiratsmuffel (Le Gendarme se marie)
- 1968: Flash Love
- 1968: Mord im Grandhotel (Le démoniaque)
- 1969: Agence Intérim (Fernsehserie)
- 1970: OSS 117 prend des vacances
- 1970: O Palácio dos Anjos
- 1977: Libertés sexuelles
- 1977: Le maestro
- 1978: Ce diable d’homme (Miniserie, zwei Folgen)
- 1980: Comme une femme
- 1980: La vie des autres (Fernsehserie, eine Folge)
- 1980: La pharisienne (Fernsehfilm)
- 1980: Voulez-vous un bébé Nobel?
- 1983: Ça va pas être triste